# 缺齿伶鼬
缺齿伶鼬（学名：Mustela aistoodonnivalis），一种分布于中国西部秦岭地区的小型哺乳动物，隶属于鼬科鼬属。本种在国际学术界一般被视为伶鼬（Mustela nivalis）的一个亚种，中国大陆学术界则视为独立种。最新的基因研究结果支持本种为独立种。